# Acanthominua
Genre
Synonymes
- Phalangodinella Caporiacco, 1951

Acanthominua est un genre d'opilions laniatores de la famille des Zalmoxidae.

## Distribution
Les espèces de ce genre sont endémiques du Venezuela. 

## Liste des espèces
Selon World Catalogue of Opiliones (24/11/2023) :
- Acanthominua araguitensis (González-Sponga, 1987)
- Acanthominua aridus (González-Sponga, 1987)
- Acanthominua calcanei (González-Sponga, 1987)
- Acanthominua callositas (González-Sponga, 1987)
- Acanthominua caporiaccoi (González-Sponga, 1987)
- Acanthominua coffeicolus (González-Sponga, 1987)
- Acanthominua longipes (González-Sponga, 1987)
- Acanthominua pilosus (González-Sponga, 1987)
- Acanthominua pittieri (González-Sponga, 1987)
- Acanthominua roeweri (Caporiacco, 1951)
- Acanthominua santaeroseae (González-Sponga, 1987)
- Acanthominua tricarinatus Sørensen, 1932
- Acanthominua tropophylus (González-Sponga, 1987)

## Systématique et taxinomie
Ce genre a été décrit par Sørensen en 1932 dans les Minuidae. Cette famille est renommée Kimulidae par Pérez-González, Kury et Alonso-Zarazaga en 2007. Il est placé dans les Zalmoxidae par Pérez-González, Ceccarelli, Monte, Proud, DaSilva et Bichuette en 2017.
Phalangodinella a été placé en synonymie par Pérez-González, Ceccarelli, Monte, Proud, DaSilva et Bichuette en 2017.

## Publication originale
- Henriksen, 1932 : « Descriptiones Laniatorum (Arachnidorum Opilionum Subordinis). Opus posthumum recognovit et edidit Kai L. Henriksen. » Det Kongelige Danske Videnskabernes Selskabs skrifter, Naturvidenskabelig og Mathematisk Afdeling, sér. 9, vol. 3, no 4, p. 197–422.